# Wissam Farhat
Wissam Abu Hussein Farhat (em árabe: وسام أبو حسين فرحات  ; 1974 – 2 de dezembro de 2023) foi o chefe do Batalhão Shejaiya do Hamas. Ele foi o responsável por encabeçar vários ataques, como o Ataque de Atzmona e o Ataque de Nahal Oz.

## Biografia
Wissam Farhat nasceu em 1974, filho de Umm Nidal. Três dos seus irmãos — Nidal, Muhammad e Rawad — foram mortos pelas suas actividades no Hamas.
Farhat foi preso em 20 de março de 1995 sob a acusação de transportar 6 sacos de explosivos para Israel, o que Israel alegou ser uma tentativa de realizar um atentado suicida em Israel. Ele passou quase 11 anos na prisão e foi libertado em novembro de 2005, três semanas depois de o seu irmão Rawad ter sido morto.

## Morte
Em 2 de dezembro de 2023, as Forças de Defesa de Israel (IDF) mataram Farhat em um ataque aéreo durante a guerra entre Israel e Hamas em 2023. As IDF identificaram Farhat como o comandante do batalhão Shejaiya do Hamas, responsável por liderar o ataque de Nahal Oz durante o ataque do Hamas a Israel em 2023 e por um incidente durante a Batalha de Shuja'iyya em 2014, no qual 7 soldados das IDF foram mortos, incluindo Oron Shaul.
Em 8 de dezembro de 2023, a ala militar do Hamas, as Brigadas Al-Qassam, publicou um vídeo mostrando imagens de batalhas de curta distância em Shuja'iyya que resultaram na destruição de um tanque das FDI, e um militante é ouvido gritando "por você, Abu Hussein!" referindo-se a Farhat.